# Ауезов Мухтар Омарханович
Мухта́р Омарха́нович Ауе́зов (каз. Мұхтар Омарханұлы Әуезов; 16 (28) вересня 1897, урочище Чингістау, тепер Абайського району Карагандинської області Казахстану — 27 червня 1961, Москва) — казахський письменник, перекладач і літературознавець.
Доктор філологічних наук (1946). Професор (1946).
Академік Академії наук Казахської РСР (з 1946). Заслужений діяч науки Казахської РСР (1957).

## Біографічні дані
Народився в сім'ї кочівника. На початку більшовицького перевороту — відповідальний секретар Центрального виконавчого комітету Киргизької республіки. Брав активну участь у боротьбі з Колчаком.
1928 закінчив Ленінградський університет. 1929 — 1932 був аспірантом Середньоазіатського університету (Ташкент).
1932 — 1938 — завідувач літературної частини Казахського академічного театру драми.
1934 — 1961 працював на кафедрі казахської літератури Казахського університету. Від 1943 — старший науковий співробітник Казахського філіалу Інституту мови, літератури та історії АН СРСР. 1946 — 1961 — завідувач відділу Інституту мови та літератури Академії наук Казахської РСР.

## Творчість
Почав писати 1914. Перша п'єса «Енлік-Кебек» (1917). Автор низки реалістичних оповідань — «Доля беззахисних», «Події на Караш-Караш». З 1932 стає на шлях соціалістичного реалізму. Оповідання і повісті 1930-х: «Пліч-о-пліч», «Крутизна», «Мисливець з беркутом», «На кордоні» та ін. — про колгоспне будівництво.
Ауезов — основоположник драми у казахській літературі. Написав понад 20 п'єс: «Каракоз» (1926), «Айман-шолпан» (1934), «На кордоні» (1937), . «В час випробувань» (1942) та ін. Відомі історично-революційні п'єси: «Нічний гуркіт», «За Жовтень» та лібретто опер «Айман Шолпан», «Кобланди».
За роман-епопею «Шлях Абая» (1942 — 1956), присвячену Абаю Кунанбаєву, 1949 отримав Сталінську премію, а 1959 — Ленінську премію.
Ауезов — перекладач Шекспіра, Гоголя та ін., вчений-літературознавець, публіцист («Так народився Туркестан», 1955; «Нариси про Індію», 1957). Член Радянського комітету захисту миру.
Нагороджено двома орденами Трудового Червоного Прапора і орденом Знак Пошани.

## Твори
- Казахською мовою:
  - Таңдамалы шығармалар: 6 томдық. — Алматы, 1955—1957.
- Українські переклади:
  - Абай. — К., 1952.
  - Шлях Абая. — К., 1955. (переклад Дмитра Гринька)
  - Шлях Абая. — Книга 2. — К., 1959. (переклад Дмитра Гринька)
- П'єси:
  - Энлик-Кебек: Пьеса // Театр. — 1958. — № 9.